# خوان فرنانديز سانتياغو
خوان فرنانديز سانتياغو (بالإسبانية: Juan Fernández Santiago) هو لاعب كرة قدم إسباني، ولد في 11 سبتمبر 1999 في برشلونة في إسبانيا. لعب مع نادي لاس بالماس.

## روابط خارجية
- خوان فرنانديز سانتياغو على موقع قاعدة بيانات كرة القدم.إي يو (الإنجليزية)
- خوان فرنانديز سانتياغو على موقع Soccerway.com (الإنجليزية)